# 24-я флотилия подводных лодок кригсмарине
24-я флотилия подводных лодок кригсмарине — подразделение военно-морского флота нацистской Германии.

## История
24-я флотилия была создана в ноябре 1939 года в Готенхафене и Данциге и была известна как Учебная флотилия подводных лодок (нем. Unterseebootausbildungsflottille). Командующим флотилией стал корветтен-капитан Ханнес Вайнгентнер. Главной задачей обучения в 24-й флотилии было развитие навыков подводных действий, умения ориентироваться под водой, приёмов атаки и уклонения от атак в подводном положении.
Флотилия неоднократно перебазировалась, побывав в Тронхейме и Мемеле.
В марте 1945 года флотилия была расформирована.

## Состав
В состав 24-й флотилии в разные годы входили 53 подводных лодки:
| Тип       | Количество    |
| --------- | ------------- |
| IIB       | 6             |
| IID       | 6             |
| VIIA      | 4             |
| VIIB      | 3             |
| VIIC      | 28            |
| VIIC/41   | 3             |
| IXA       | 1             |
| IXB       | 1             |
| трофейные | 2 (UA и UD-4) |

## Командиры
| Время                   | Командующий флотилией                 |
| ----------------------- | ------------------------------------- |
| ноябрь 1939 — июнь 1940 | корветтен-капитан Ханнес Вайнгентнер  |
| июль 1942 — январь 1943 | капитан цур зее Р. Петерс             |
| март 1943 — май 1944    | фрегаттен-капитан Карл-Фридрих Мертен |
| май 1944 — июль 1944    | корветтен-капитан Карл Яспер          |
| июль 1944 — март 1945   | фрегаттен-капитан Карл-Фридрих Мертен |